# Boeing EA-18G Growler
Boeing EA-18G Growler je dvoumístný, dvoumotorový, proudový, námořní palubní letoun pro radioelektronický boj. Growler konstrukčně vychází z dvoumístné verze letounu F/A-18F Super Hornet.
EA-18G začal být vyráběn od roku 2007 a vstoupil do operační služby v průběhu roku 2009. EA-18G nahrazuje Northrop Grumman EA-6B Prowler v US Navy. Jediným zahraničním uživatelem je Royal Australian Air Force, které dvanáct objednaných kusů převzalo mezi únorem a červencem 2017.
Schopnost elektronického boje dodala primárně společnost Northrop Grumman.

## Specifikace (EA-18G Growler)
Údaje dle

### Technické údaje
- Osádka: 2 (pilot a zbraňový důstojník)
- Rozpětí: 13,62 m
- Délka: 18,31 m
- Výška: 4,9 m
- Nosná plocha: 46,5 m²
- Hmotnost prázdného stroje: 15 011 kg
- Vzletová hmotnost: 21 772 kg
- Maximální vzletová hmotnost: 29 964 kg
- Pohonná jednotka: 2× General Electric F414-GE-400
  - suchý tah: 62,3 kN
  - s přídavným spalováním: 97,9 kN

### Výkony
- Maximální rychlost: 1900 km/h (Mach 1,8) ve výšce 12 190 m
- Dolet: 2 346 km, čistá konfigurace plus dvě AIM-9
- Přeletový dolet: 3 330 km
- Bojový rádius: 722 km
- Dostup: 15 000 m
- Plošné zatížení: 453 kg/m²
- Poměr tah/hmotnost: 0,93

### Výzbroj
- kanon: není

9 závěsníků do celkové hmotnosti 8050 kg: 6x podkřídelních, 3x trupové
možné kombinace výzbroje:
- protiradarová střela vzduch-země AGM-88 HARM
- protiletecká střela vzduch-vzduch AIM-120 AMRAAM
- protiletecká střela vzduch-vzduch AIM-9 Sidewinder